# Epyc
AMD Opteron
Epyc est une gamme de microprocesseurs x86-64 d'AMD  pour serveurs et systèmes embarqués qui utilise la microarchitecture Zen. Epyc a été annoncée pour la première fois en 2017. Les puces Epyc, gravées initialement en 14 nm, proposent jusqu'à 128 cœurs (256 threads) et une fréquence d'horloge pouvant aller jusqu'à 4,1 GHz.
Les processeurs Epyc partagent la même microarchitecture que leurs homologues de bureau ordinaires, mais disposent de fonctionnalités de niveau entreprise telles qu’un nombre de cœurs plus élevé, plus de voies PCI Express, la prise en charge de plus grandes quantités de RAM et une mémoire cache plus importante. Ils prennent également en charge les configurations de systèmes multipuces et à deux sockets à l’aide de l’interconnexion Infinity Fabric.
La gamme Epyc fait concurrence à la gamme Xeon d'Intel.

## Historique
En mars 2017, AMD a annoncé son intention de revenir sur le marché des serveurs avec une plate-forme basée sur la microarchitecture Zen, nom de code Naples, et l’a officiellement révélée sous le nom de marque Epyc en mai. En juin, AMD a officiellement lancé les processeurs de la série Epyc 7001, offrant jusqu’à 32 cœurs par socket, et permettant des performances qui ont permis à Epyc d’être compétitif avec la gamme de produits concurrente Intel Xeon Scalable. En août 2019, les processeurs de la série Epyc 7002 « Rome », basés sur la microarchitecture Zen 2, ont été lancés, doublant le nombre de cœurs par socket à 64 et augmentant considérablement les performances par cœur par rapport à l’architecture de dernière génération.
En mars 2021, AMD a lancé la série Epyc 7003 « Milan », basée sur la microarchitecture Zen 3. Epyc Milan a apporté les mêmes 64 cœurs qu’Epyc Rome, mais avec des performances par cœur beaucoup plus élevées, l’Epyc 7763 battant l’Epyc 7702 jusqu’à 22 % malgré le même nombre de cœurs et de threads. Une mise à jour de la série Epyc 7003 « Milan » avec V-Cache 3D, nommée Milan-X, a été lancée le 21 mars 2022, en utilisant les mêmes cœurs que Milan, mais avec 512 Mo supplémentaires de cache empilés sur les matrices de calcul, ce qui porte la quantité totale de cache par processeur à 768 Mo.
En septembre 2021, le laboratoire national d'Oak Ridge s’est associé à AMD et HPE Cray pour construire Frontier, un supercalculateur doté de 9 472 processeurs Epyc 7453 et de 37 888 GPU Instinct MI250X, qui sera opérationnel en mai 2022. En novembre 2023, c’est le supercalculateur le plus puissant au monde selon le TOP500, avec des performances de pointe de plus de 1,6 exaFLOPS.
En novembre 2021, AMD a détaillé les prochaines générations d’Epyc et a dévoilé le nouveau socket SP5 LGA-6096 qui prendrait en charge les nouvelles générations de puces Epyc. Nom de code Genoa, ces processeurs sont basés sur la microarchitecture Zen 4 et construits sur le nœud N5 de TSMC, prenant en charge jusqu’à 96 cœurs et 192 threads par socket, ainsi que 12 canaux de DDR5 et 128 voies PCIe 5.0. Genoa est également devenu le premier processeur de serveur x86 à prendre en charge Compute Express Link (en) 1.1, ou CXL, permettant une extension supplémentaire de la mémoire et d’autres périphériques avec une interface à large bande passante construite sur PCIe 5.0. AMD a également partagé des informations concernant la puce sœur de Genoa, nom de code Bergamo. Bergamo est basée sur une version modifiée de Zen 4 nommée Zen 4c, conçue pour permettre un nombre de cœurs et une efficacité beaucoup plus élevés au prix de performances monocœurs inférieures, ciblant les fournisseurs de cloud computing, par rapport aux charges de travail traditionnelles de calcul haute performance. Il est compatible avec le socket SP5 et prend en charge jusqu’à 128 cœurs et 256 threads par socket.
En novembre 2022, AMD a lancé sa série de processeurs Epyc « Genoa » de 4e génération. Certains critiques techniques et clients avaient déjà reçu du matériel pour les tests et les analyses comparatives, et des tests d’évaluation tiers des composants Genoa étaient immédiatement disponibles. Le composant phare, l’Epyc 9654 à 96 cœurs, a établi des records de performances multicœurs et a montré jusqu’à 4× performances par rapport au composant phare d’Intel, le Xeon Platinum 8380. Une bande passante mémoire élevée et une connectivité PCIe étendue ont éliminé de nombreux goulets d’étranglement, permettant d’utiliser les 96 cœurs dans des charges de travail où les puces Milan de la génération précédente auraient été limitées aux E/S.
En juin 2023, AMD a commencé à commercialiser la gamme Genoa-X compatible 3D V-Cache, une variante de Genoa qui utilise la même technologie d’empilement de matrices 3D que Milan-X pour permettre jusqu’à 1152 Mo de cache L3, soit une augmentation de 50 % par rapport à Milan-X, qui avait un maximum de 768 Mo de cache L3. Le même jour, AMD a également annoncé la sortie de ses SKU Zen 4c optimisés pour le cloud, nom de code Bergamo, offrant jusqu’à 128 cœurs par socket, en utilisant une version modifiée du cœur Zen 4 optimisée pour l’efficacité énergétique et pour réduire la taille de la puce. Les cœurs Zen 4c n’ont aucune instruction supprimée par rapport aux cœurs Zen 4 standard ; à la place, la quantité de cache L3 par CCX est réduite de 32 Mo à 16 Mo, et la fréquence des cœurs est réduite. Bergamo est compatible avec Genoa, utilisant le même socket SP5 et prenant en charge la même capacité CXL, PCIe et DDR5 que Genoa.
En septembre 2023, AMD a lancé sa série de processeurs 8004 à faible consommation d’énergie, dont le nom de code est Siena. Siena utilise un nouveau socket, appelé SP6, qui a un encombrement et un nombre de broches plus petits que le socket SP5 de ses processeurs Genoa contemporains. Siena utilise la même architecture de cœur Zen 4c que les processeurs natifs du cloud de Bergamo, permettant jusqu’à 64 cœurs par processeur, et la même puce d’E/S en 6 nm que Bergamo et Genoa, bien que certaines fonctionnalités aient été réduites, telles que la réduction de la prise en charge de la mémoire de 12 canaux de DDR5 à seulement 6, et la suppression de la prise en charge du double socket.
Les noms de code des processeurs AMD Epyc suivent le schéma de dénomination des villes italiennes, notamment Milan, Rome, Naples, Gênes, Bergame, Sienne et Turin.

## Modèles

### Première génération d'Epyc (Naples)
Le tableau suivant répertorie les processeurs utilisant la conception de première génération.
Un suffixe « P » indique la prise en charge d’une configuration à un seul socket. Les modèles non-P utilisent 64 lignes PCIe de chaque processeur pour la communication entre les processeurs.
Caractéristiques communes des processeurs de la série EPYC 7001 :
- Socket : SP3[16].
- Tous les processeurs prennent en charge la DDR4-2666 ECC en mode octa-canal (le 7251 ne prend en charge que la DDR4-2400).
- Cache L1 : 96 ko (32 ko de données + 64 ko d’instructions) par cœur.
- Cache L2 : 512 ko par cœur.
- Tous les processeurs prennent en charge 128 lignes PCIe 3.0.
- Procédé de fabrication : GlobalFoundries 14LP.

| Configuration | Modèle | cœurs (threads) | fréquence d'horloge (GHz) | fréquence d'horloge (GHz) | fréquence d'horloge (GHz) | cache L3 (Mo) | Mémoire vive | Mémoire vive               | Enveloppe thermique en Watts | Socket | Prix de lancement |
| Configuration | Modèle | cœurs (threads) | de base                   | overclocking              | overclocking              | cache L3 (Mo) | canaux       | type et fréquence maximale | Enveloppe thermique en Watts | Socket | Prix de lancement |
| Configuration | Modèle | cœurs (threads) | de base                   | Tous les cœurs            | maximale                  | cache L3 (Mo) | canaux       | type et fréquence maximale | Enveloppe thermique en Watts | Socket | Prix de lancement |
| ------------- | ------ | --------------- | ------------------------- | ------------------------- | ------------------------- | ------------- | ------------ | -------------------------- | ---------------------------- | ------ | ----------------- |
| 2P            | 7601,  | 32 (64)         | 2.2                       | 2.7                       | 3.2                       | 64            | 8            | DDR4-2666                  | 180                          | SP3    | $4200+            |
| 2P            | 7551,  | 32 (64)         | 2.0                       | 2.55                      | 3.0                       | 64            | 8            | DDR4-2666                  | 180                          | SP3    | $3400+            |
| 2P            | 7501,  | 32 (64)         | 2.0                       | 2.6                       | 3.0                       | 64            | 8            | DDR4-2666                  | 155/170                      | SP3    | $3400+            |
| 2P            | 7451,  | 24 (48)         | 2.3                       | 2.9                       | 3.2                       | 64            | 8            | DDR4-2666                  | 180                          | SP3    | $2400+            |
| 2P            | 7401,  | 24 (48)         | 2.0                       | 2.8                       | 3.0                       | 64            | 8            | DDR4-2666                  | 155/170                      | SP3    | $1850+            |
| 2P            | 7351,  | 16 (32)         | 2.4                       | 2.9                       | 2.9                       | 64            | 8            | DDR4-2666                  | 155/170                      | SP3    | $1100+            |
| 2P            | 7301,  | 16 (32)         | 2.2                       | 2.7                       | 2.7                       | 64            | 8            | DDR4-2666                  | 155/170                      | SP3    | 0$800+            |
| 2P            | 7281,  | 16 (32)         | 2.1                       | 2.7                       | 2.7                       | 32            | 8            | DDR4-2666                  | 155/170                      | SP3    | 0$650+            |
| 2P            | 7251,  | 8 (16)          | 2.1                       | 2.9                       | 2.9                       | 32            | 8            | DDR4-2400                  | 120                          | SP3    | 0$475+            |
| 1P            | 7551P, | 32 (64)         | 2.0                       | 2.55                      | 3.0                       | 64            | 8            | DDR4-2666                  | 180                          | SP3    | $2100+            |
| 1P            | 7401P, | 24 (48)         | 2.0                       | 2.8                       | 3.0                       | 64            | 8            | DDR4-2666                  | 155/170                      | SP3    | $1075+            |
| 1P            | 7351P, | 16 (32)         | 2.4                       | 2.9                       | 2.9                       | 64            | 8            | DDR4-2666                  | 155/170                      | SP3    | 0$750+            |

## Course à la puissance
- Juin 2022 : Le superordinateur Frontier est équipé de 9472 processeurs Epyc 7453s "Trento" à 64 cœurs cadencés à 2 GHz[19].
- Juin 2023 : Le processeur Epyc 9754 "Bergamo" comporte quant à lui 128 cœurs pour une fréquence d'horloge  de 3,1 GHz.

## Coentreprise AMD-Chine
La Coentreprise AMD-Chine (en), a créé une variante de ce SoC pour le marché chinois appelé Hygon Dhyana. Il s'agit d'une réponse d'AMD et de la Chine à la Guerre commerciale entre les États-Unis et la Chine initié par Donald Trump en 2018, pour produire un processeur d'architecture x86 chinois. De la même façon, l'entreprise Zhaoxin (en) travaille avec l'entreprise taïwanaise VIA.
Des restrictions sous le mandat présidentiel de Barack Obama, à l'export des processeurs de supercalculateurs avaient déjà poussé la Chine à monter d'un cran dans leurs processeurs domestiques, avec le processeur ShenWei (ou Sunway), d'architecture proche du DEC Alpha, utilisé dans le Sunway TaihuLight, plus puissant supercalculateur au monde en 2016.